# Weltorganisation für Tiergesundheit
Die Weltorganisation für Tiergesundheit (englisch: World Organisation for Animal Health, WOAH) ist eine Internationale Organisation mit Sitz in Paris.

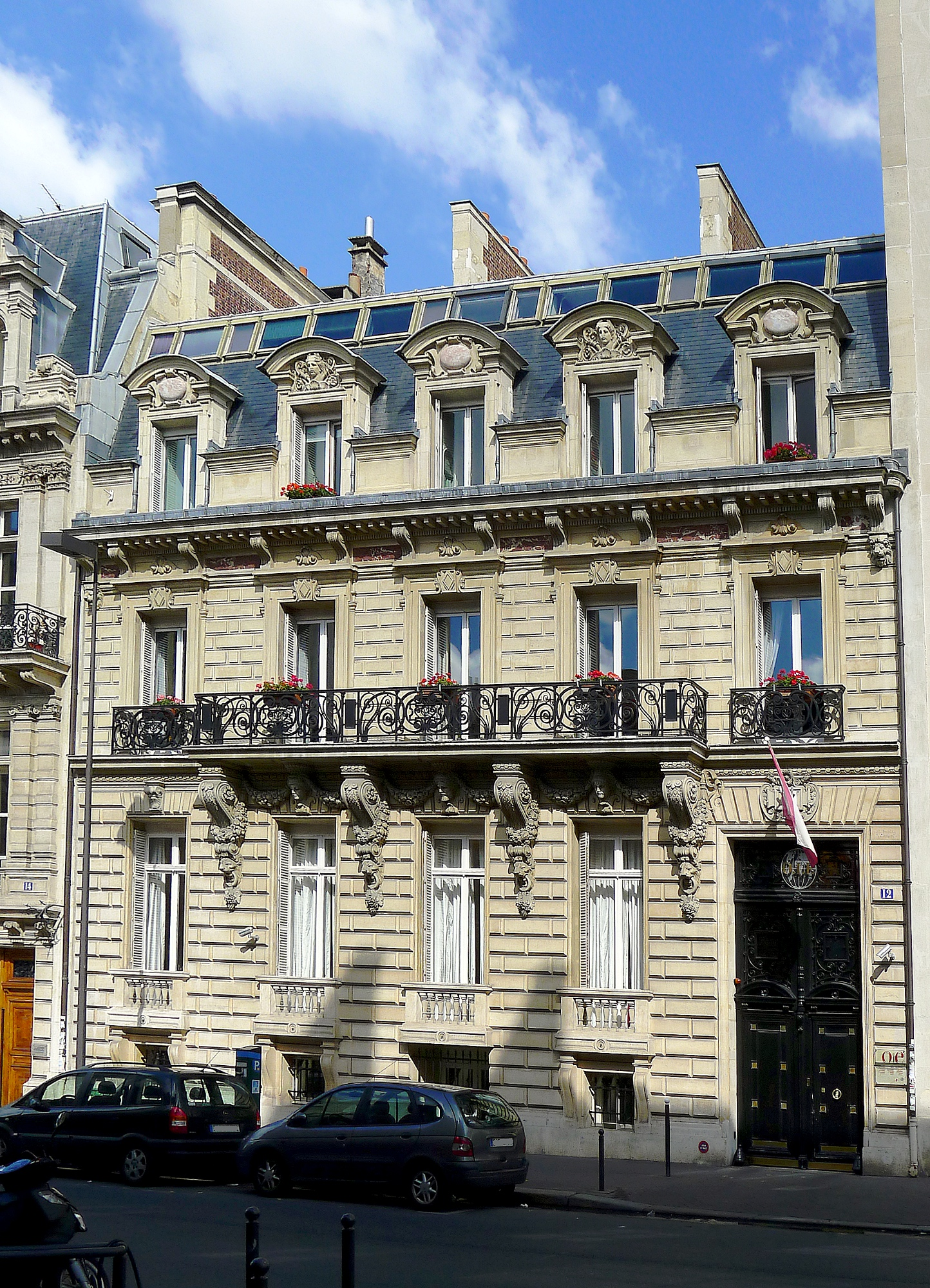
WOAH-Hauptquartier in Paris Frankreich

Die Organisation wurde am 25. Januar 1924 unter dem Namen Office International des Epizooties („Internationales Tierseuchenamt“), abgekürzt OIE, auf Anregung des Generalsekretärs des Völkerbunds von anfangs 28 Staaten gegründet. Unmittelbarer Anlass war ein Ausbruch der Rinderpest im Jahr 1920 in Belgien, nachdem Zebus während ihres Transports von Indien nach Brasilien die Seuche in Antwerpen verbreitet hatten.
Oberstes Organ der WOAH ist das Internationale Komitee, das aus je einem Vertreter jedes Mitgliedstaates besteht. Es beruft einen Generaldirektor als Leiter des WOAH-Zentralbüros; seit dem 1. Januar 2001 ist dies der französische Veterinärmediziner Bernard Vallat. Ihm steht in Paris u. a. eine Verwaltungskommission zur Seite; in anderen Weltregionen verfügt die WOAH jeweils über weitere regionale Kommissionen. Ferner existieren vier Fachkommissionen: für die wissenschaftliche Analyse von Tierseuchen, für Standards in der Tierhaltung, für Laborstandards sowie für Wasserlebewesen.
Die WOAH kooperiert auf der Basis von Verträgen mit zahlreichen anderen Internationalen Organisationen wie der Ernährungs- und Landwirtschaftsorganisation (FAO) und der Weltgesundheitsorganisation (WHO) sowie mit Nichtregierungsorganisationen wie der International Federation for Animal Health, der International Veterinary Biosafety Workgroup und der World Veterinary Association.
Bis Mai 2022 nutzte die WOAH die seit Gründung verwendete Abkürzung OIE.

## Aufgaben der WOAH
In Arbeitsteilung mit der unmittelbar nach dem Zweiten Weltkrieg von den Vereinten Nationen gegründeten FAO und der WHO ist die WOAH u. a. für folgende Aufgaben zuständig:
- Transparenz: Alle Mitgliedstaaten sind verpflichtet, die Ausbrüche bestimmter Tierseuchen an die WOAH zu melden, die sie an die anderen Staaten weiterleitet, damit dort geeignete Vorsorgemaßnahmen getroffen werden können.
- Sammlung wissenschaftlicher Daten: Die WOAH sammelt alle verfügbaren Veröffentlichungen zu Tierseuchen und deren Bekämpfung und stellt sie den Mitgliedstaaten zur Verfügung.
- Internationale Zusammenarbeit: Die WOAH fördert den wissenschaftlichen Austausch über Ländergrenzen hinweg.
- Ausarbeitung von Standards: Die WOAH arbeitet Richtlinien aus für die Bekämpfung von Tierseuchen und Normen für eine hygienische Tierhaltung.
- Entwicklungshilfe: Die WOAH unterstützt Entwicklungsländer bei Maßnahmen zur Vorbeugung gegen das Ausbrechen von Tierseuchen.
- Lebensmittelsicherheit: Die WOAH versteht die Bekämpfung von Tierseuchen durch optimierte Haltungsbedingungen als einen Beitrag zur Verbesserung der Qualität von Lebensmitteln tierischer Herkunft.

Zu den Tierseuchen, die an die WOAH gemeldet werden müssen, gehören sämtliche bedeutenden Krankheiten von Pferden, Kühen, Schweinen, Schafen und Ziegen, von Geflügel, Fischen, Bienen, Krebstieren, Muscheln und Schnecken.

## Belege
1. ↑  The World Organisation for Animal Health launches its refreshed brand identity. Auf: woah.org vom 28. Mai 2022.